# Billie Joe Armstrong

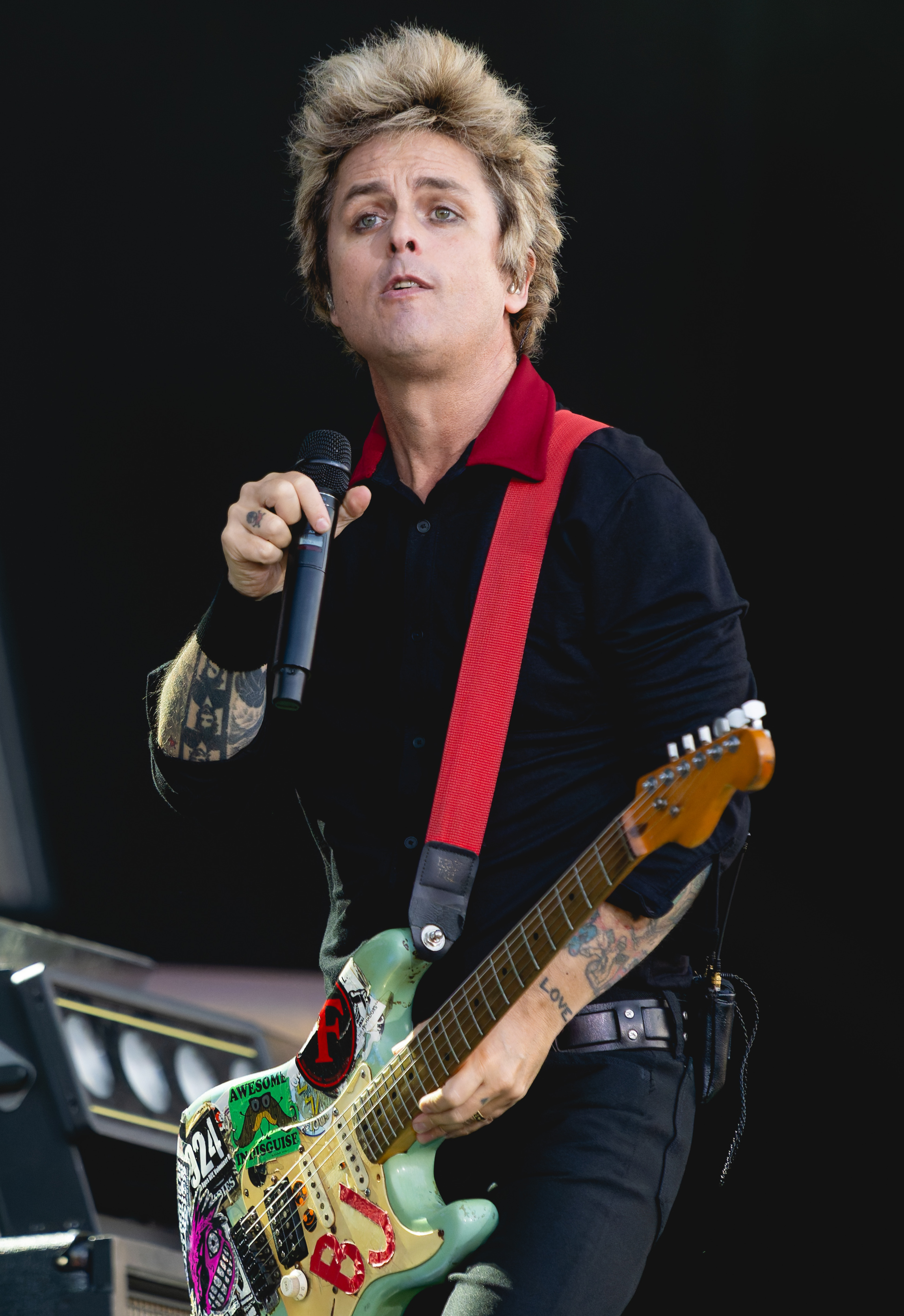
Billie Joe Armstrong (2024)

Billie Joe Armstrong [ˈbɪli d͡ʒoʊ̯ ˈɑːɹmstɹɔŋ] (* 17. Februar 1972 in Oakland, Kalifornien) ist ein US-amerikanischer Sänger, Songwriter und Gitarrist. Bekannt wurde er als Frontmann der Band Green Day. Armstrong ist Miteigentümer des Kleider- und Plattenlabels Adeline Records.

## Leben
Billie Joe Armstrong hat fünf ältere Geschwister, Allan, David, Marci, Anna und Hollie. Als er geboren wurde, war sein ältester Bruder Allan bereits 22 Jahre alt. Billie Joes Vater Andrew Marciano Armstrong war Fernfahrer für Safeway und spielte nebenbei als Schlagzeuger in einer Jazz-Band. Seine Mutter Ollie arbeitete als Kellnerin im „Rod’s Hickory Pit“ in Vallejo.
Am 10. September 1982, als Armstrong zehn Jahre alt war, starb sein Vater an Speiseröhrenkrebs. Ihm widmete er den 2004 erschienenen Song Wake Me Up When September Ends vom siebten Studioalbum American Idiot.
Armstrong ist seit 2. Juli 1994 mit Adrienne Nesser verheiratet. Das Paar hat zwei Söhne. Joseph Marciano / Joey spielt seit 2004 Schlagzeug in der Band SWMRS und Jakob Danger ist in der Plattenfirma Burger Records tätig.
Während der Präsidentschaftswahlen 2008 und 2012 unterstützte Billie Joe Armstrong Barack Obama. Während der Präsidentschaftswahlen 2016 unterstützte er zuerst Bernie Sanders und dann Hillary Clinton, und während der Präsidentschaftswahlen 2020 unterstützte er erneut Sanders und dann Joe Biden.

## Karriere
Im Alter von vier Jahren lernte Billie Joe Armstrong gemeinsam mit seinem Bruder David das Schlagzeugspielen. Ein Jahr später nahm er die erste Schallplatte mit dem Titel Look for Love auf, die 1977 bei Fiat Records erschien. Auf der B-Seite befindet sich ein Interview mit Armstrong. Ein Ausschnitt davon ist am Anfang des Green-Day-Songs Maria zu hören. Im Alter von vierzehn Jahren schrieb Armstrong die ersten eigenen Songs. Seine erste Komposition heißt Why Do You Want Him? und handelt von der zweiten Heirat seiner Mutter.
Im Jahre 1987 gründete er mit seinem Schulfreund Mike Dirnt und John Kiffmeyer die Band The Sweet Children, die 1989 in Green Day umbenannt wurde. Nach dem Ausstieg von John Kiffmeyer wurde Tré Cool neuer Schlagzeuger der Band. Anfang der 1990er spielte Armstrong ferner live bei der befreundeten Band Rancid mit und ist als Co-Autor für ihren Song Radio genannt. Rancids Frontmann Tim Armstrong bot Armstrong an, Rancid als vollwertiges Mitglied beizutreten, doch er lehnte aufgrund der Fortschritte bei Green Day ab.
Das dritte Album Dookie machte die Band Green Day weltweit bekannt. Nach Erscheinen von Warning entwickelte Billie Joe jedoch eine Schreibblockade, aus Angst, Tré Cool und Mike Dirnt würden seine Lieder kritisieren und die Band stand kurz vor der Auflösung.
Er spielt außerdem noch in den Bands The Network (unter dem Pseudonym Fink), Pinhead Gunpowder, The Boo und Foxboro Hot Tubs (unter dem Pseudonym Reverend Strychnine Twitch). Seit 2018 ist er mit dem Projekt The Longshot unterwegs.
Im Jahr 2011 spielte Armstrong für 50 Auftritte am Broadway im Musical American Idiot die Figur des St. Jimmy.
Im November 2013 veröffentlichte Armstrong mit Norah Jones das Album Foreverly, eine Kollektion traditioneller amerikanischer Lieder im Stil der Everly Brothers.
In Anerkennung seiner Arbeit mit Green Day listete der Rolling Stone Armstrong 2015 auf Rang 93 der 100 größten Songwriter aller Zeiten.
Bei dem Konzert One World – Together At Home, das im April 2020 anlässlich der COVID-19-Pandemie stattfand, sang Armstrong das Lied Wake Me Up When September Ends.

## Instrumente
Armstrongs erste Gitarre war eine Cherry-Red-Hohner-Akustik-Gitarre, die sein Vater für ihn gekauft hatte. Als er elf war, bekam er seine erste elektrische Gitarre, eine blaue Fernandes Stratocaster, ein Nachbau einer Fender Stratocaster, die er „Blue“ nannte. Diese gehörte vorher seinem Gitarrenlehrer George Cole, jedoch hatte seine Mutter die Gitarre käuflich erworben. Armstrong ließ die Gitarre mehrfach nachbauen, und sie ist heute immer noch eines seiner Hauptinstrumente, sowohl im Studio und auf der Bühne als auch in zahlreichen Musikvideos wie Longview, Basket Case, Brain Stew/Jaded, Hitchin’ a Ride und Minority.
Seit Ende August 2006 gibt es von Gibson die Billie-Joe-Armstrong-Les-Paul-Junior-Signature-Gitarre. Diese Gitarre ist in drei Farben erhältlich: Black, White und Vintage Burst. Im Studio spielt er dennoch immer seine erste Les Paul Junior aus dem Jahr 1956, seine Lieblingsgitarre, die er auf den Namen „Floyd“ taufte. Darüber hinaus spielt Armstrong oftmals Westerngitarre, wobei er wiederum Modelle von Gibson bevorzugt. Die Firma brachte ihm zu Ehren auf dem akustischen Gitarrensektor ein Signature-Modell, genannt Billie Joe Armstrong J-180, heraus.
Billie Joe Armstrong spielt neben der Gitarre noch Schlagzeug, Klavier, Mundharmonika, Diatonisches Akkordeon, Mandoline, Saxophon und Banjo.